# Dušníky (Rudná)
Dušníky jsou část města Rudná. Od roku 1951 severovýchodní část města Rudná v okrese Praha-západ. Leží při silnici II/605, tedy bývalém hlavním tahu z Prahy na Plzeň, a to blíže Praze než Hořelice, druhá část Rudné. Evidenčně se dnes Rudná nečlení na části a má jen jednu řadu čísel popisných, dosud však existuje katastrální území Dušníky u Rudné, jako základní sídelní jednotka jsou však Dušníky vedeny pod názvem Rudná.

## Historie
Od roku 1228 patřila ves Dušníky ženskému benediktinskému klášteru. Jako dar Václava II. přešly do majetku kapituly svatého Víta. Kolem roku 1378 byly přičleněny ke statku pražského arcibiskupa a kolem roku 1410 opět do majetku kapituly svatého Víta. Ta o ně přišla za husitských dob, kdy se vystřídalo několik světských majitelů, roku 1628 připadla ves opět pražské kapitule. Ve třicetileté válce byla úplně vypleněna.
V roce 1649 zemřelo mnoho lidí při morové epidemii. V roce 1753 požár zničil polovinu dušnických domů a o dva dny později zbylou polovinu. V zimě 1799–1800 byla v okolí Dušník po několik týdnů ubytována část ruského vojska generála Suvorova. Sám generál Suvorov zde v Dušníkách svoji jednotku navštívil a hrabě Kolowrat mu nabídl nocleh v jednom z místních statků, což generál odmítl a vyspal se místo toho na tvrdé lavici na tehdejší poště, což měl být tehdejší dům čp. 22 na dnešním Havlíčkově náměstí.
V 60. letech 19. století se rozvíjelo dolování železné rudy v okolí Nučic, které zde vydrželo asi sto let a zaměstnalo mnoho zdejších mužů. Koncem druhé světové války v Dušníkách působila odbojová skupina Železo.
V roce 1932 bylo v obci Dušníky evidováno 1602 obyvatel a tyto živnosti, obchody a služby: poštovní úřad, telegrafní úřad, telefonní úřad, četnická stanice, obchodní grémium, živnostenské společenstvo, sbor dobrovolných hasičů, hospodářské družstvo, pískovna, výroba pudru, velkostatek, velkoobchod s obilím a zemskými plodinami, 2 lékaři, 4 autodopravci, Bio invalidů, 2 výroby cementového zboží, cihelna, 2 cukráři, družstvo pro rozvod elektrické energie v Dušníkách, hodinář, 4 hostince, 3 inženýři, knihař, konsum Včela, lékárna, obchod s obuví Baťa, Městská spořitelna v Unhošti, Záložna pro Dušníky, stavitel, zubní ateliér, 3 železářství.
Taktéž dnešní nádraží Rudná u Prahy se jmenovalo Dušníky.

## Stavby
Kostel svatého Jiří (někdy se uvádí Stětí sv. Jiří) se nachází v jádru vsi na umělém pahorku zvaném Homole. O umělém původu pahorku svědčí kroniky i archeologické a stavební průzkumy, avšak neví se, jakým způsobem a z jakého důvodu byl vytvořen. Několik pověstí vztahuje jeho vznik k bitvě u Loděnice roku 1179. Podle jedné verze pověsti vznikl kopec jako mohyla navršená na počest padlého vůdce knížecí družiny Hellicha, muže obrovité postavy, kterého si kníže velmi vážil. Podle Hájkovy kroniky zde byl na příkaz Soběslava zaživa zasypán spoutaný zajatý nepřítel na koni.Od nepaměti (asi od 13. století) stála na Homoli kaplička svatého Jiří, roku 1595 byla opravena. V letech 1687–1688 ji nahradil barokní kostel shodného zasvěcení. Kvůli narušení nestabilním podložím a železničním provozem byl roku 1904 stržen a v letech 1908–1910 nahrazen novorománským kostelem.
Na  bývalé návsi, dnes Havlíčkově náměstí, nacházející se severně od hlavní silnice, stál údajně již od roku 1776 zvonek zavěšený pod stříškou na dřevěném sloupu. Počátkem 19. století byla na jeho místě postavena zděná novogotická kaplička. Zvon z roku 1808 byl roztaven za 1. světové války. Po válce byl do zvoničky zavěšen nový zvon, který zmizel kolem roku 1980. V roce 2000 byla kaplička opravena a byl do ní umístěn nový zvon a kopie sochy svaté Kunhuty.
Dušnická škola byla postavena roku 1897.
Přes Dušníky prochází železniční Trať 173, tedy oproti trati 171 kolem Berounky kratší, ale pomalejší spojnice mezi Prahou a Berounem. Do Prahy na Smíchov vede Dalejským údolím. Na nádraží Rudná u Prahy na východním okraji Dušník do ní zaúsťuje Trať 122 od Hostivice, po níž jezdí vlaky na Smíchov přes Zličín a tzv. Pražský Semmering. 1. září 2014 byla na trati 173 otevřena nová zastávka Rudná zastávka poblíž železničního přejezdu v centru Dušník.

## Obrázky

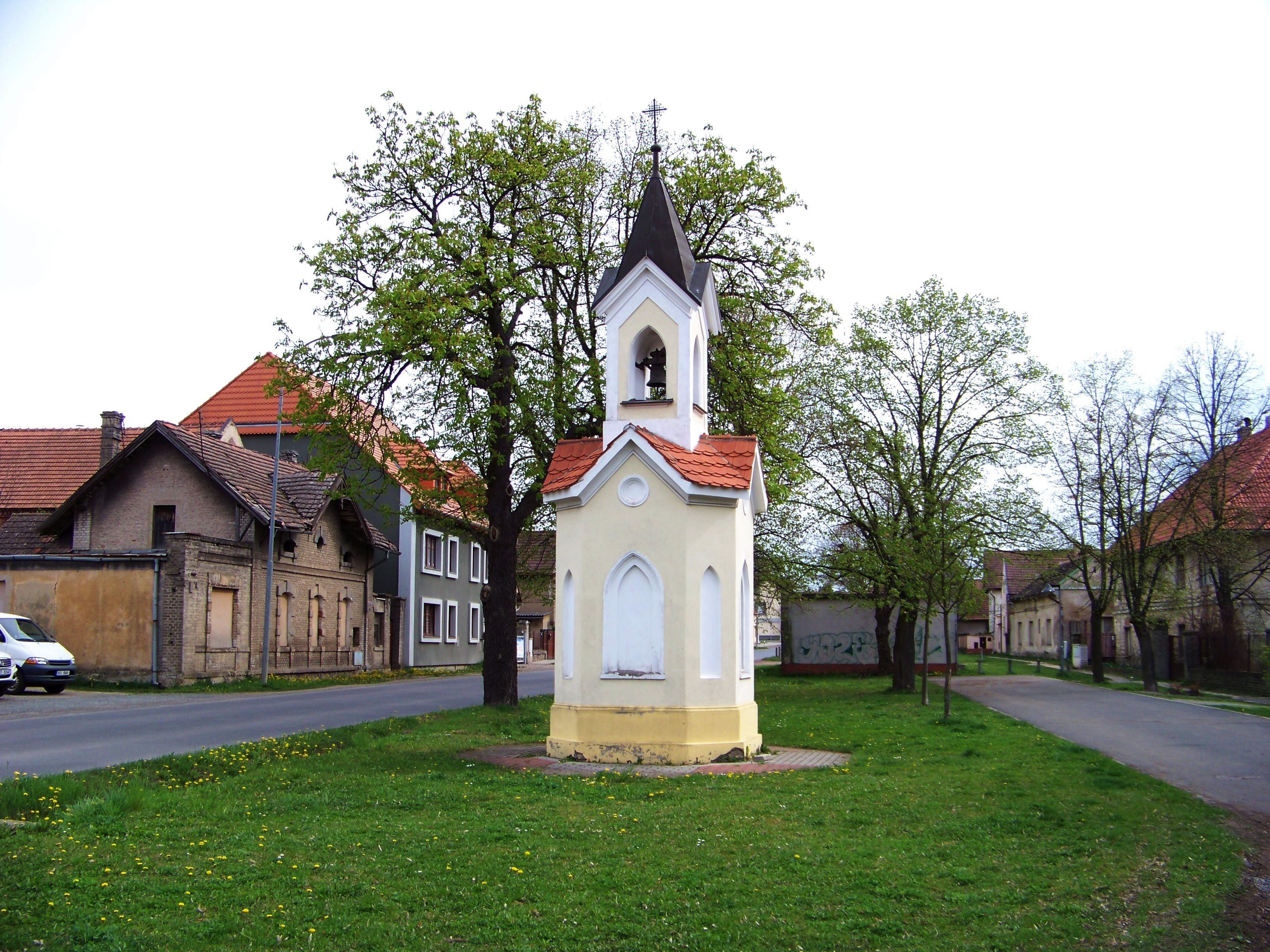
Havlíčkovo náměstí se zvoničkou
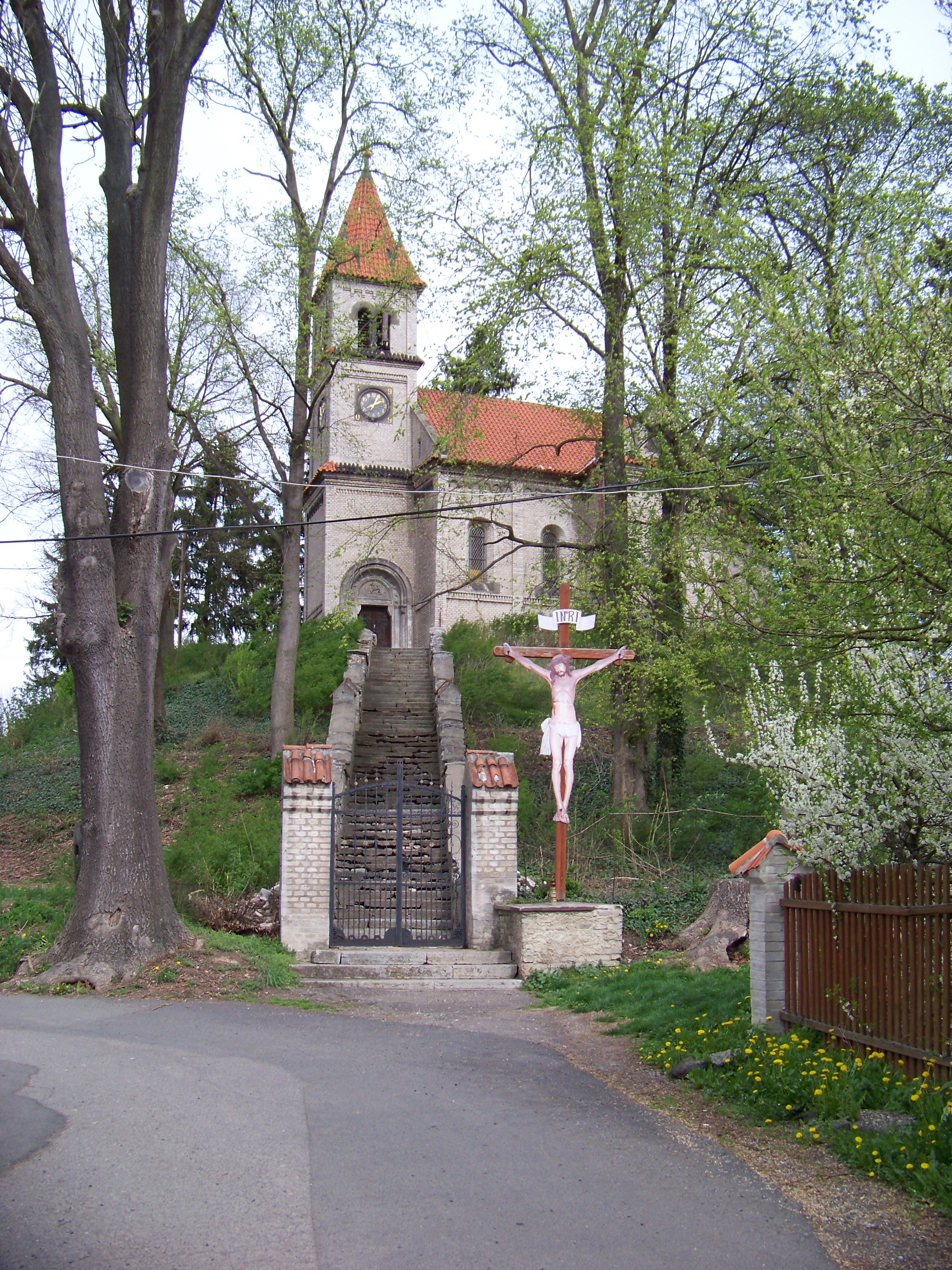
Kostel svatého Jiří na umělém pahorku zvaném Homole
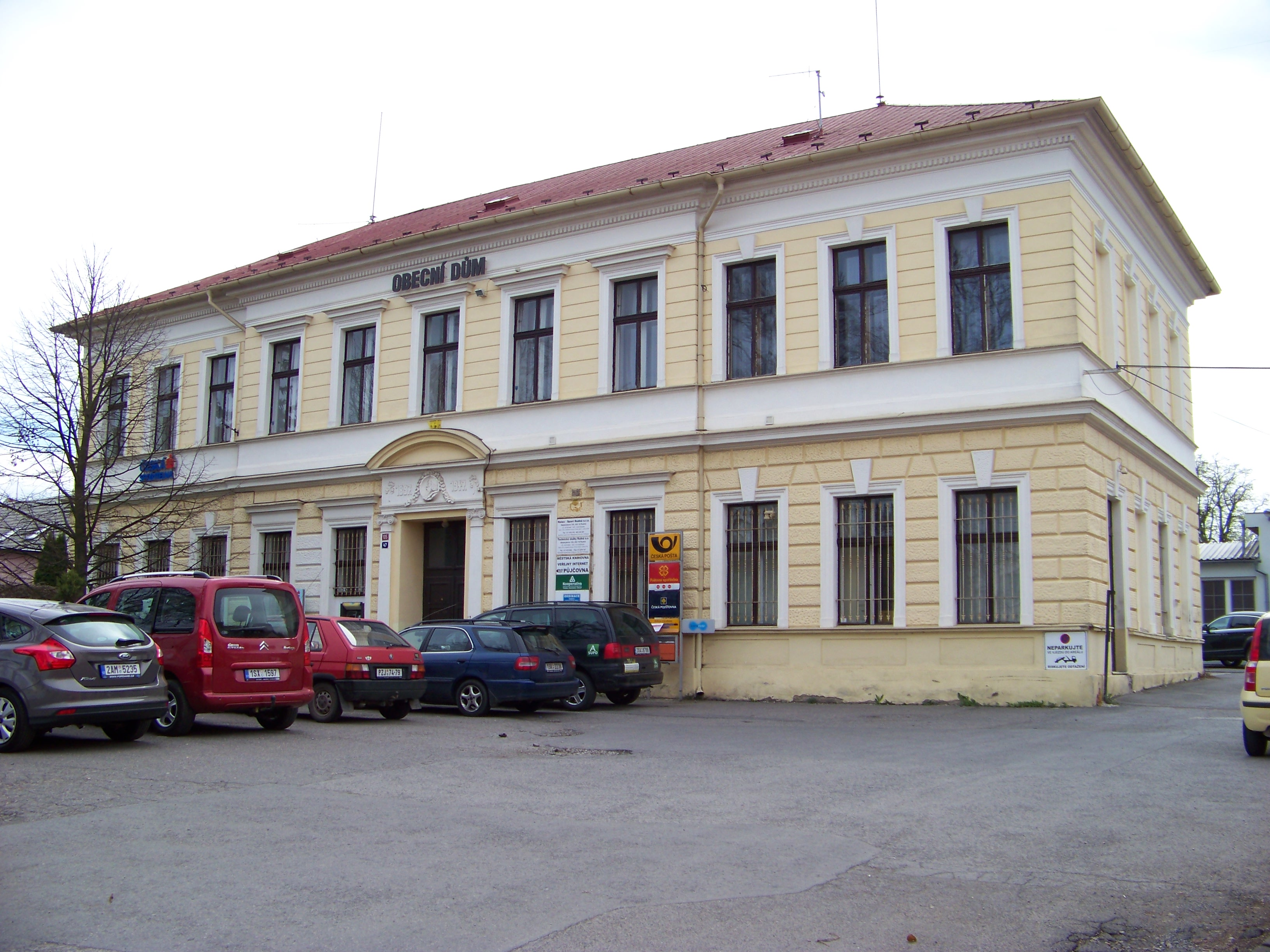
Obecní dům, bývalá dušnická škola
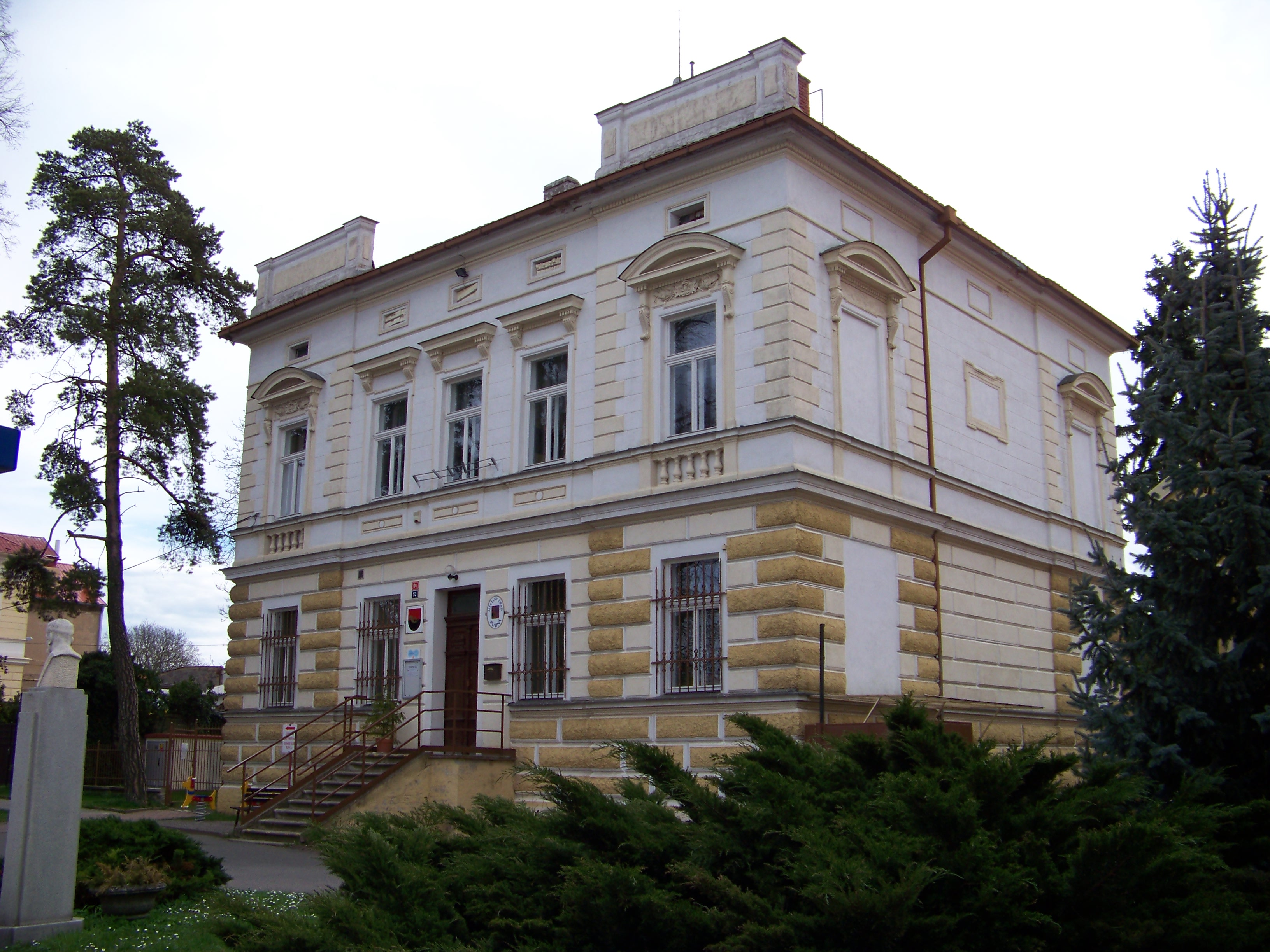
Sídlo městského úřadu Rudná v Dušníkách
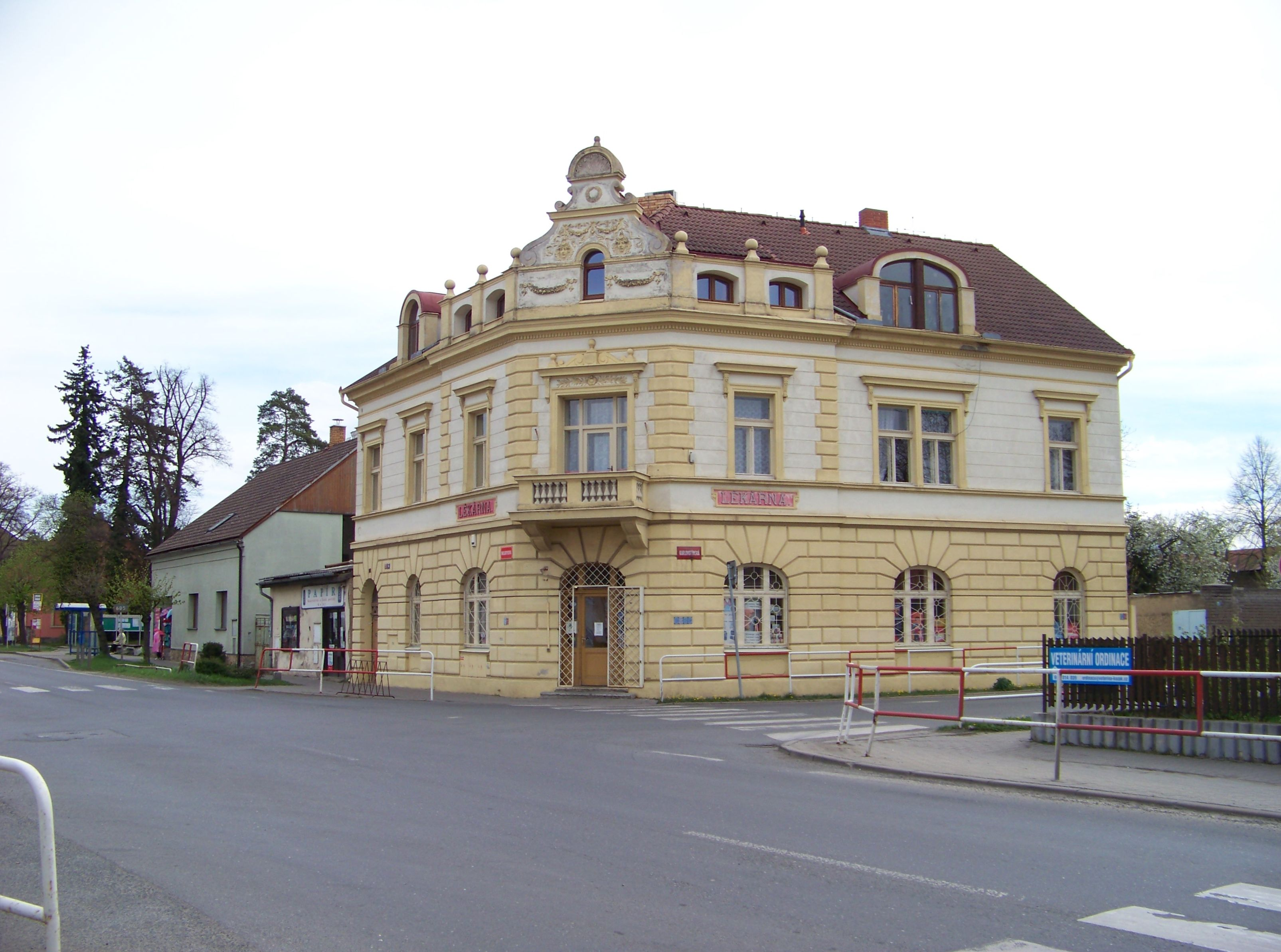
Lékárna na křižovatce Masarykovy a Karlovotýnské ulice
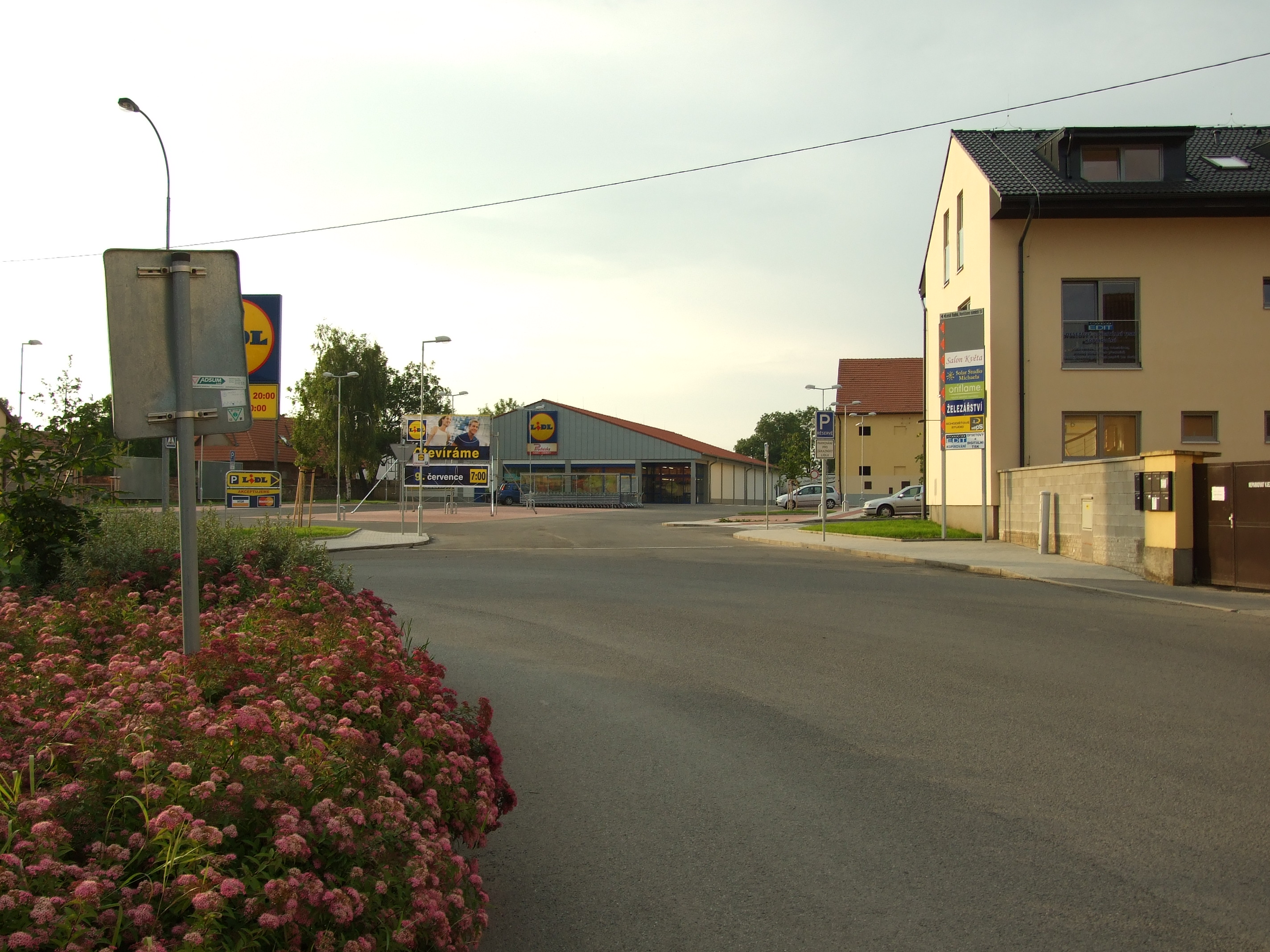
Obchod Lidl u Havlíčkova náměstí
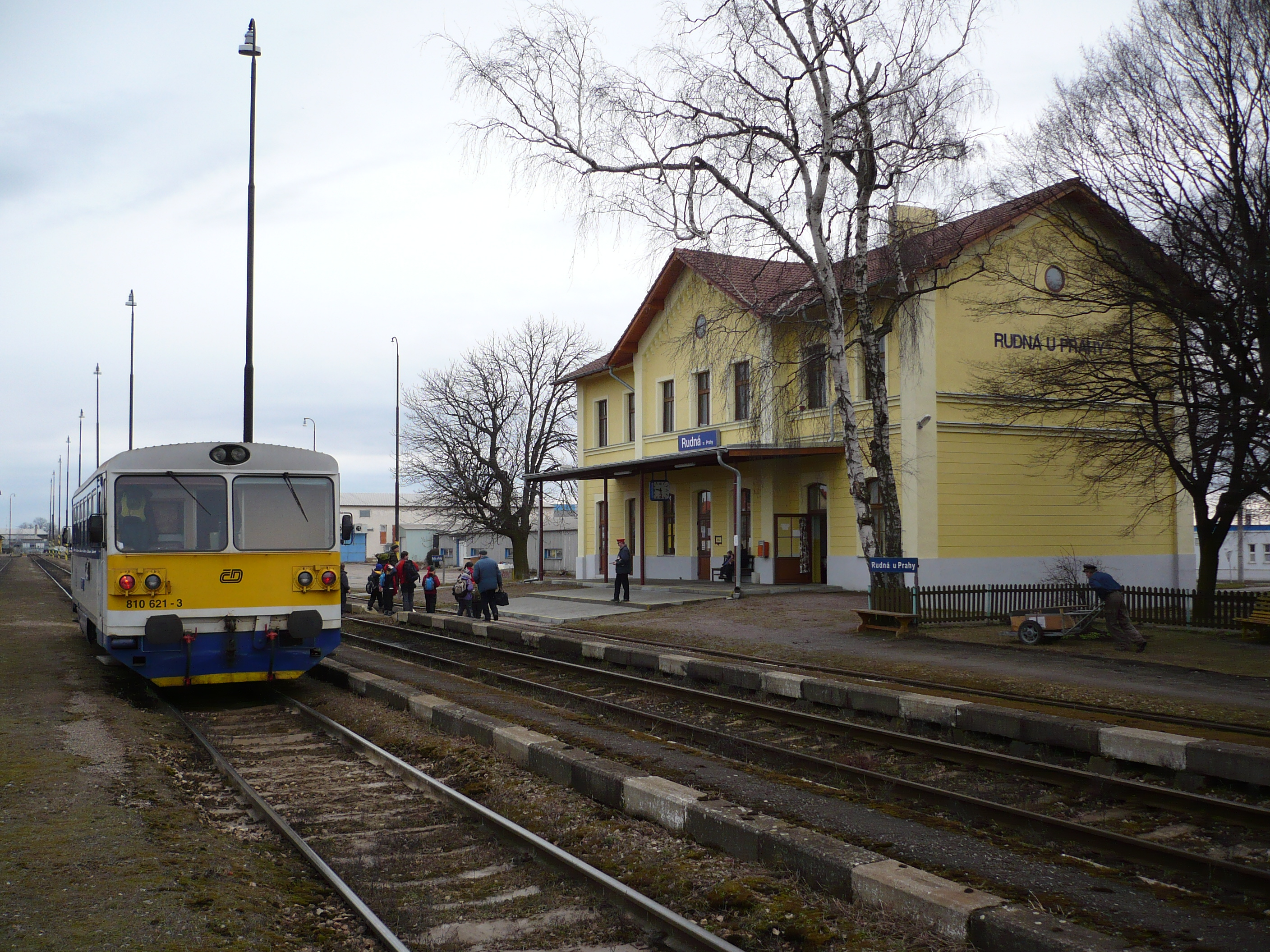
Nádraží Rudná u Prahy na východním okraji Dušník a zároveň Rudné